# Xu Yunli
Xu Yunli (chiń. upr. 徐云丽; chiń. trad. 徐雲麗; pinyin Xú Yúnlì; ur. 2 sierpnia 1987 r. w Chinach) – chińska siatkarka grająca na pozycji środkowej. Obecnie występuje w drużynie Fujian Xi Meng Bao.

## Sukcesy klubowe
Klubowe Mistrzostwa Azji:
- 2013

Klubowe Mistrzostwa Świata:
- 2013

## Sukcesy reprezentacyjne
Igrzyska Azjatyckie:
- 2006, 2010

Volley Masters Montreux:
- 2007, 2010
- 2006, 2008
- 2009, 2011

Grand Prix:
- 2007, 2013

Mistrzostwa Azji:
- 2011
- 2007, 2009

Igrzyska Olimpijskie:
- 2016
- 2008

Puchar Azji:
- 2010
- 2012

Puchar Świata:
- 2011

Mistrzostwa Świata:
- 2014

## Nagrody indywidualne
- 2012 - Najlepsza blokująca Pucharu Azji
- 2013 - MVP i najlepsza blokująca Klubowych Mistrzostw Azji
- 2013 - Najlepsza blokująca Mistrzostw Azji